# Косой Мост
Косо́й Мост — посёлок в Кыштымском городском округе Челябинской области России.

## Этимология
Назван в честь деревянного моста, который находился до строительства дороги. Косым был назван, так как был не ровным, а под изгибом. По другой версии назван по одноимённой реке, которая находится рядом с посёлком.

## История
Является самым старым среди посёлков городского округа. Основан в 1909 году башкирами как дорожный пункт. Был сооружён деревянный мост из 8 брёвен через реку Косую.. При советской власти рядом с посёлком были построены узкоколейка и автомобильная дорога. Основным видом деятельности было сельское хозяйство. К 1976 г. узкоколейка была разобрана.
В 2020 году в посёлке была проведена акция «111-летие Косого Моста»

## География
Расположен на берегу реки Косой. Расстояние до центра городского округа Кыштыма 15 км. Площадь посёлка 0,04 км².
Рядом расположено большое болото Бунчук глубиной более 2 метров.

## Население
| 2002 | 2010 |
| ---- | ---- |
| 21   | ↘13  |

Население в 1926 г. — 5 чел., в 1950 г. — 38 чел., в 1970 г. — 23 чел., в 1983 г. — 19 чел., в 1995 г. — 10 чел).
По данным Всероссийской переписи, в 2010 году численность населения посёлка составляла 13 человек (9 мужчин и 4 женщины).

### Национальный состав
По переписи 2002 года, в посёлке проживал 21 человек из которых русские 48 %, башкиры 38 %.

## Инфраструктура
Придорожное кафе «Рыбный дворик».

## Галерея

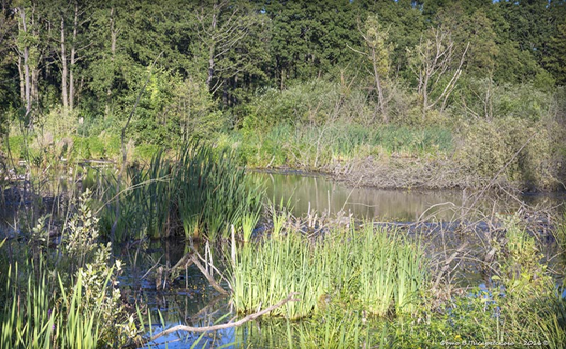
Болото Бунчук
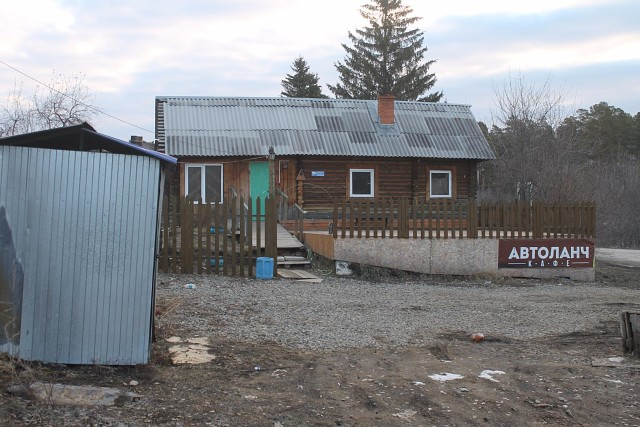
Кафе «Рыбный дворик»
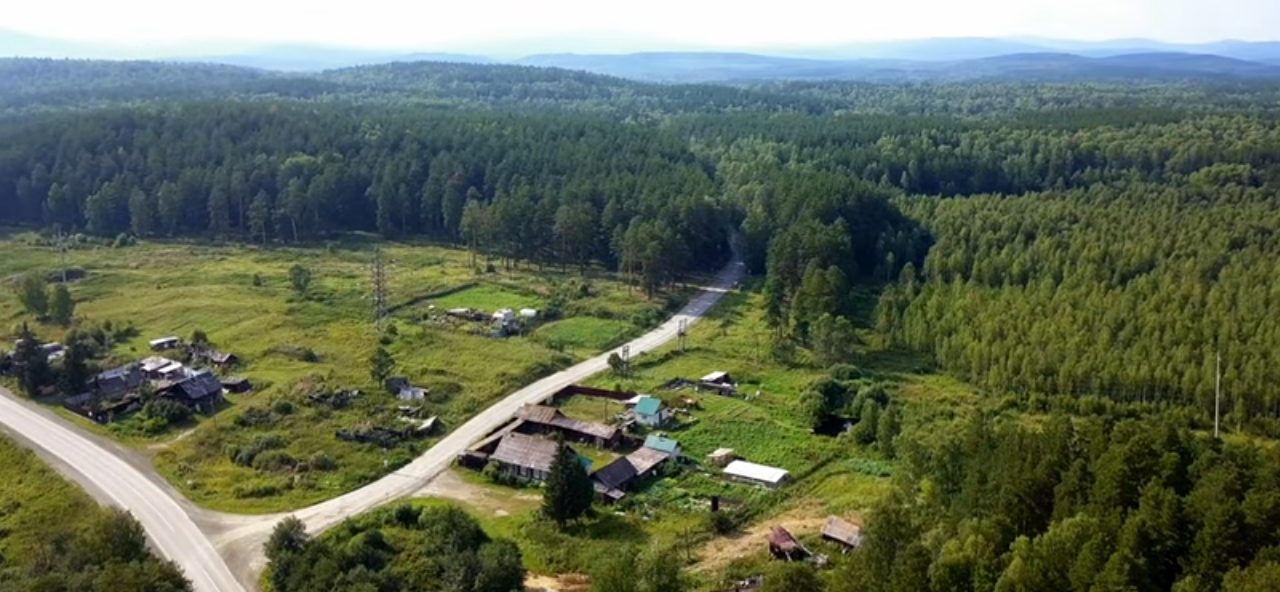
Вид на посёлок